# جمهوری دوم اسپانیا
جمهوری اسپانیا (به اسپانیایی: República Española)، معروف به جمهوری دوم اسپانیا (به اسپانیایی: Segunda República Española)، شکلی از دولت در اسپانیا از سال ۱۹۳۱ تا ۱۹۳۹ بود. جمهوری در ۱۴ آوریل ۱۹۳۱، پس از سپرده شدن حکومت توسط، آلفونسو سیزدهم به جمهوری خواهان تأسیس، و پس از تسلیم در جنگ داخلی اسپانیا به جناح شورشی که برای ایجاد دیکتاتوری نظامی تحت فرماندهی ژنرال فرانسیسکو فرانکو جنگیدند، در اول آوریل ۱۹۳۹ منحل شد.
پس از اعلام جمهوری، یک دولت موقت تا دسامبر ۱۹۳۱ تأسیس شد، زمانی که قانون اساسی ۱۹۳۱ تصویب شد، جمهوری مشروطه رسماً تأسیس شد. هنگامی که مجلس مؤسسان به وظیفه خود در تصویب قانون اساسی جدید عمل می‌کرد، و ترتیب برگزاری انتخابات منظم پارلمان را می‌داد این انتخابات به تعویق انداخت. با این حال، از ترس مخالفت روزافزون مردمی، اکثریت رادیکال و سوسیالیست انتخابات منظم را به تعویق انداختند و قدرت خود را برای دو سال دیگر طولانی کردند. در این مدت، دولت مانوئل آزانیا اصلاحات بی شماری را برای مدرن سازی کشور آغاز کرد. در سال ۱۹۳۲ کشیش‌هایی (که مسئول بعضی از مدارس در سراسر کشور بودند) توقیف شدند و تمام دارایی آنها مصادره شد. ارتش کوچک شد. زمین مالکان بزرگ مصادره شدند. قانون داخلی با پارلمان محلی و رئیس‌جمهور به کاتالونیا اعطا شد.
به زودی آزانیا با هر دو جناح راست و چپ درگیر شد. وی موفق به دریافت رای اعتماد شد، اما دو سوم کورتس رای ممتنع داد و رئیس‌جمهور نیکتو آلکالا زامورا در ۸ سپتامبر ۱۹۳۳ دستور استعفای آزانیا را صادر کرد. در انتخابات بعدی ۱۹۳۳ کنفدراسیون راست خودمختار اسپانیا (CEDA) پیروز شد. در مقابل پیروزی انتخاباتی CEDA، رئیس‌جمهور آلکالا زامورا از ترس رهبر آنان، گیل روبلس، از ترس سلطنت طلبان با کنفدراسیون راست خودمختار اسپانیا برای تشکیل دولت، خودداری کرد. درعوض او آلخاندرو لروکس از حزب جمهوری خواه رادیکال را به این کار دعوت کرد. کنفدراسیون راست خودمختار اسپانیا علیرغم کسب بیشترین رای، برای مدت یک سال از سمت‌های کابینه محروم شدند. پس از یک سال فشار شدید، سرانجام به اجبار، CEDA سه وزیر در سه وزارت به دست آوردند. (UGT (Glucuronosyltransferase و حزب کارگران سوسیالیست اسپانیا مردم را به نام اتحاد کارگران به اعتصاب عمومی فراخواند اند. این شورش به یک قیام انقلابی خونین تبدیل شد و سعی در براندازی رژیم قانونی دمکراتیک داشت. انقلابیون کاملاً مسلح که موفق به در اختیار گرفتن کل استان آستوریاس شدند، مرتکب قتل‌های متعدد نیروهای پلیس، روحانیون و غیرنظامیان و تخریب بناهای مذهبی از جمله کلیساها، صومعه‌ها و بخشی از دانشگاه در ابیدو شدند. در مناطق اشغالی، اعتصاب کنندگان رسماً انقلاب پرولتری اعلام کردند و واحد پولی را لغو کردند. این شورش توسط نیروی دریایی اسپانیا و ارتش جمهوری خواه اسپانیا سرکوب شد (این گروه دوم با استفاده از نیروهای استعماری مور از اسپانیا مراکش)
دولت به رهبری حزب جمهوری خواه رادیکال در سال ۱۹۳۵ یک سری بحران‌ها را پشت سر گذاشت. رئیس‌جمهور آلکالا زامورا، که رابطه خصمانه ای با دولت داشت، تصمیم گرفت خواستار انتخابات جدید شود، و یک بار دیگر از از دعوت CEDA، حزب با بیشترین کرسی‌ها در مجلس برای تشکیل دولت خودداری کرد. جبهه مردمی در انتخابات عمومی ۱۹۳۶ با پیروزی اندک پیروز شد. توده‌های چپ انقلابی به خیابان‌ها ریختند و زندانیان را آزاد کردند. در سی و شش ساعت پس از انتخابات، شانزده نفر کشته شدند (بیشتر توسط مأموران پلیس که برای برقراری نظم یا مداخله در درگیری‌های خشونت‌آمیز اقدام می‌کردند) و سی و نه نفر به شدت زخمی شدند، در حالی که پنجاه کلیسا و هفتاد مرکز سیاسی محافظه کار مورد حمله قرار گرفتند یا به آتش کشیده شدند. قبل از پایان روند انتخابات، مانوئل آزانیا برای تشکیل دولت فراخوانده شد. او به زودی با بهره‌گیری از یک خلأ قانون اساسی مشروطه، جانشین زامورا به عنوان رئیس‌جمهور شد. راست‌ها گزینه پارلمانی را کنار گذاشتند و به جای کنترل آن، برای سرنگونی جمهوری توطئه کردند.
نارضایتی از حکم آزانیا توسط میگل د اونامونو، جمهوری خواه و یکی از معتبرترین روشنفکران اسپانیا ابراز شد، که در ژوئن ۱۹۳۶ به خبرنگاری که بیانیه خود را در ال آدلانتو منتشر کرد، گفت رئیس‌جمهور مانوئل آزانیا باید به عنوان یک عمل میهنی خودکشی کند. در ۱۲ ژوئیه ۱۹۳۶ گروهی از Guardia de Asalto و سایر شبه نظامیان چپ به رهبری گارد مدنی، فرناندو کوندس، پس از تأیید وزیر کشور برای دستگیری غیرقانونی لیستی از اعضای پارلمان، به خانه رهبر مخالفان جناح راست خوزه کالو سوتلو رفتند و در ساعات اولیه ۱۳ ژوئیه و او را در یک کامیون پلیس به ضرب گلوله کشته‌است. این قتل کاتالیزوری برای شورش قدرتمند به رهبری ژنرال امیلیو مولا به یک فراهم آورد. سه روز بعد (۱۷ ژوئیه) کودتای کم و بیش همان‌طور که برنامه‌ریزی شده بود، با یک قیام ارتش در مراکش اسپانیا آغاز شد، و سپس به چندین منطقه از کشور گسترش یافت. شورشیان نظامی قصد داشتند بلافاصله قدرت را به دست بگیرند، اما این قیام با مقاومت جدی روبرو شد و مناطق زیادی از اسپانیا، از جمله بیشتر شهرهای اصلی، به جمهوری اسپانیا وفادار ماندند. در نتیجه، تقریباً نیم میلیون نفر در جنگ پس از آن جان خود را از دست می‌دهند.
در طول جنگ داخلی اسپانیا، سه دولت وجود داشت. نخست‌وزیر توسط جمهوری خواه چپ خوزه جیرال (از ژوئیه تا سپتامبر ۱۹۳۶) هدایت شد. با این وجود، انقلابی عمدتاً مبتنی بر اصول سوسیالیستی، آنارشیستی و کمونیستی آزادیخواهانه در داخل جمهوری بود که موجب تضعیف حاکمیت جمهوری شد. دولت دوم توسط سوسیالیست فرانسیسکو لارگو کابالرو از اتحادیه کارگری اتحادیه کارگران عمومی (UGT) هدایت می‌شد. UGT، به همراه اتحادیهٔ ملی کار دل تراباجو (CNT)، نیروهای اصلی انقلاب اجتماعی فوق‌الذکر بودند. دولت سوم توسط سوسیالیست خوان نگرین هدایت می‌شد، که جمهوری را تا کودتای نظامی سیگیسموند کاسادو هدایت می‌کرد، که به مقاومت جمهوری پایان داد و در نهایت منجر به پیروزی ملی گرایان شد، که تحت حاکمیت فرانسیسکو فرانکو دیکتاتوری نظامی، معروف به فرانکویست اسپانیا. ایجاد کردند
دولت جمهوری خواه در تبعید زنده ماند و تا سال ۱۹۷۶ سفارت خود را در مکزیکو سیتی حفظ کرد. پس از برقراری مجدد دموکراسی در اسپانیا، دولت به‌طور رسمی در سال بعد منحل شد.

## دوره دوسالانه اصلاح طلبان ۱۹۳۱–۱۹۳۳
در ۲۸ ژانویه ۱۹۳۰، دیکتاتوری نظامی ژنرال میگوئل پریمو دو ریورا (که از سپتامبر ۱۹۲۳ قدرت را در دست داشت) سرنگون شد. این امر باعث شد جناح‌های مختلف جمهوری از طیف گسترده در زمینه‌ها گوناگون (از جمله محافظه کاران قدیمی، سوسیالیست‌ها و ناسیونالیست‌های کاتالان) به هم پیوستند. پیمان سن سباستین کلید انتقال از سلطنت به جمهوری بود. جمهوری خواهان از هر گرایشی در سرنگونی سلطنت و تأسیس جمهوری به پیمان سن سباستین پایبند بودند. احیای سلطنت دودمان بوربون توسط بخشهای زیادی از مردم که به شدت مخالف پادشاه بودند، رد شد. این پیمان که به امضای نمایندگان نیروهای اصلی جمهوری خواه رسیده بود، اجازه یک کارزار سیاسی ضد سلطنتی را می‌داد. انتخابات شهرداری ۱۲ آوریل ۱۹۳۱ منجر به پیروزی چشمگیر جمهوری خواهان شد. دو روز بعد، جمهوری دوم اعلام شد و پادشاه آلفونسو سیزدهم به تبعید رفت. عزیمت پادشاه به دولت موقت جمهوری تحت نظر نیکتو آلکالا زامورا منجر شد. در ۱۱ مه کلیساها و موسسات کاتولیک در شهرهایی مانند مادرید و سویا به آتش کشیده شدند.

### قانون اساسی ۱۹۳۱
در ژوئن ۱۹۳۱ یک کورتس سازنده برای تهیه قانون اساسی جدید انتخاب شد که از دسامبر لازم الاجرا شد.

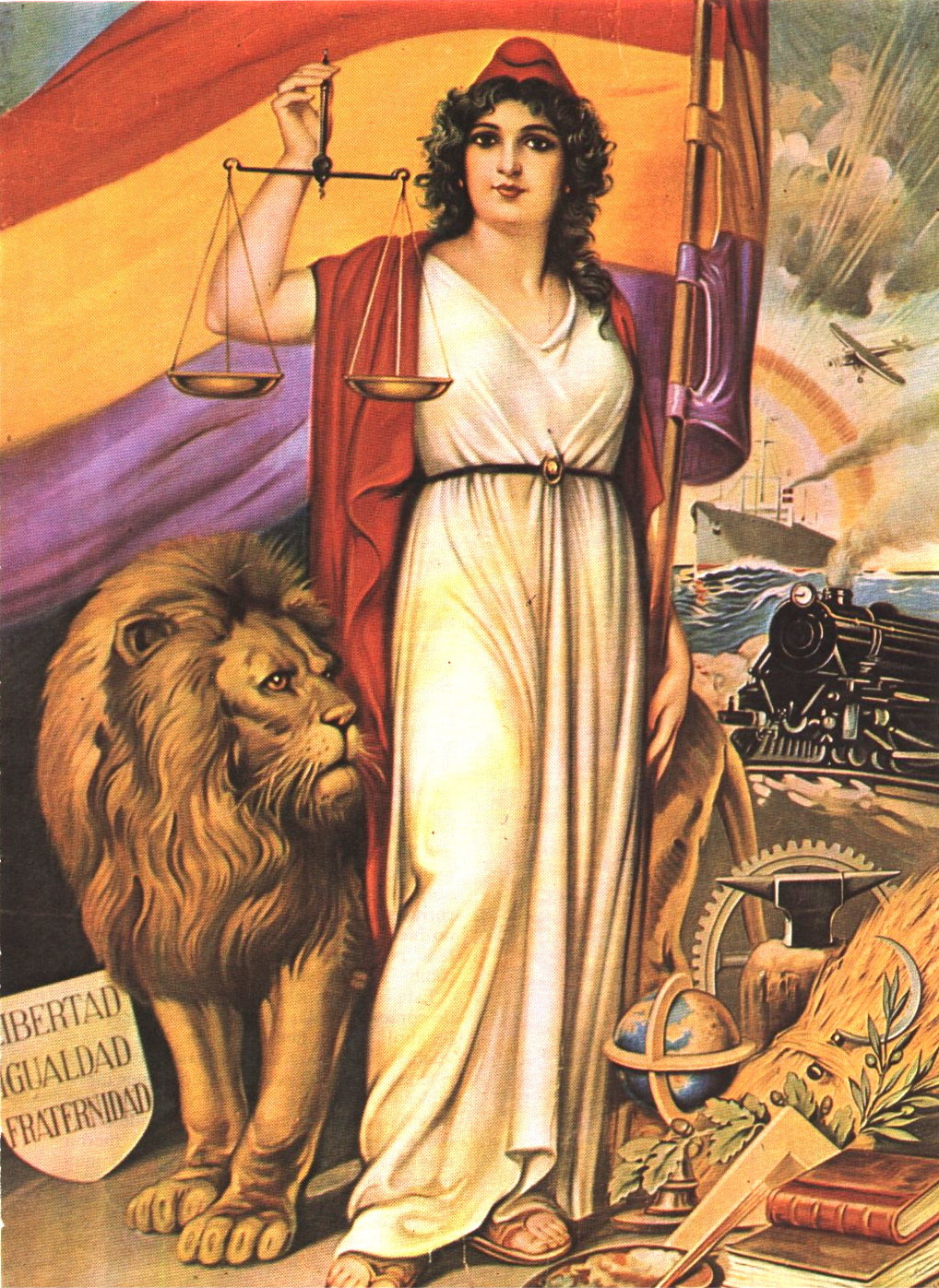
تمثیل جمهوری اسپانیا

قانون اساسی جدید آزادی بیان و آزادی اجتماعات را تعیین کرد، رأی دادن به زنان را در سال ۱۹۳۳ گسترش داد و به آنان اجازه طلاق داد و اشراف اسپانیا را از هرگونه موقعیت قانونی خاص سلب کرد. همچنین به‌طور مؤثری کلیسای کاتولیک روم را خراب کرد، اما در همان سال کورتس این تخریب را تا حدودی معکوس کرد. مواد ۲۶ و ۲۷ بحث‌برانگیز آن کنترل شدیدی بر اموال کلیسا اعمال کرد و دستورات مذهبی را از صف مربیان منع کرد. روحانیون مسیحی قانون اساسی را خصمانه با دین توصیف کرده‌اند، یکی از کشیش‌ها آن را یکی از خصومت آمیزترین قوانین ضد دین قرن ۲۰ توصیف کرده‌است. خوزه اورتگا اظهار داشت: «مقاله ای که قانون اساسی اقدامات کلیسا را در آن قانون وضع کرده به نظر من بسیار نادرست به نظر می‌رسد.» پاپ پیوس یازدهم دولت اسپانیا را دربارهٔ محرومیت آزادی‌های مدنی کاتولیک‌ها محکوم کرد.
بخش قانونگذاری به یک دفتر به نام مجلس نمایندگان اسپانیا تغییر کرد. قانون اساسی رویه‌های قانونی ملی شدن خدمات عمومی و زمین، بانک‌ها و راه‌آهن را تعیین کرد. قانون اساسی به‌طور کلی از آزادی‌های مدنی و نمایندگی برخوردار بوده‌است.
قانون اساسی جمهوری همچنین نمادهای ملی کشور را تغییر داد. سرود ریگو به عنوان سرود ملی تأسیس شد و سه رنگ با سه زمینه افقی قرمز-زرد-بنفش، پرچم جدید اسپانیا شد. طبق قانون اساسی جدید، تمام مناطق اسپانیا حق خودمختاری داشتند. کاتالونیا (۱۹۳۲)، باسک (۱۹۳۶) و گالیسیا (اگرچه اساسنامه خودمختاری گالیسیا به دلیل جنگ نمی‌توانست به اجرا درآید)، آراگون، اندلس و والنسیا قبل از بروز جنگ داخلی از این حق استفاده کردند. قانون اساسی طیف گسترده‌ای از آزادی‌های مدنی را تضمین می‌کرد، اما با اعتقادات اصلی محافظه کار راست، که ریشه در مناطق روستایی داشت، و خواسته‌های سلسله مراتب کلیسای کاتولیک روم، که از مدارس و یارانه‌های عمومی محروم بود، مخالف بود.
قانون اساسی ۱۹۳۱ از سال ۱۹۳۱ تا ۱۹۳۹ به‌طور رسمی لازم الاجرا بود. در تابستان ۱۹۳۶، پس از آغاز جنگ داخلی اسپانیا، پس از اینکه اقتدار جمهوری در بسیاری از نقاط توسط سوسیالیست‌های انقلابی و آنارشیست‌های یک طرف و فاشیست‌ها از طرف دیگر از بین رفت، بی‌اهمیت شد.

### دولت آزانیا

تمثیل جمهوری اسپانیا

هنگامی که مجلس مؤسسان به وظیفه خود در تصویب قانون اساسی جدید عمل می‌کرد، و ترتیب برگزاری انتخابات منظم پارلمان را می‌داد. رادیکال‌ها و اکثریت سوسیالیست از ترس افزایش مخالفت مردمی ، انتخابات منظم را به تعویق انداختند، بنابراین قدرت خود را برای دو سال دیگر طولانی کردند. به این ترتیب دولت جمهوری مانوئل آزانیا اصلاحات زیادی را در زمینه «مدرنیزه کردن» کشور آغاز کرد.
در سال ۱۹۳۲ کشیش‌هایی که مسئول بهترین مدارس در سراسر کشور بودند، توقیف شدند و تمام دارایی آنها مصادره شد. ارتش کوچیکتر شد. املاک بزرگ مالکان مصادره شدند. قانون داخلی با پارلمان محلی و رئیس‌جمهور به کاتالونیا اعطا شد. کلیساهای کاتولیک در شهرهای بزرگ در سال ۱۹۳۲ دوباره مورد آتش‌سوزی قرار گرفتند و در همان سال یک اقدام اعتصابی انقلابی در مالاگا مشاهده شد. یک کلیسای کاتولیک در ساراگوسا در سال ۱۹۳۳ به آتش کشیده شد.
در نوامبر ۱۹۳۲، میگل دو اونامونو، یکی از معتبرترین روشنفکران اسپانیایی، رئیس دانشگاه سالامانکا، خود جمهوری خواه، علناً صدای اعتراض خود را به بلند کرد. وی در سخنرانی خود در ۲۷ نوامبر ۱۹۳۲، در مادرید آتنئو، اعتراض کرد: "حتی تفتیش عقاید با تضمین‌های قانونی محدود شده بود. اما در حال حاضر ما چیزی بدتر از آن داریم: یک نیروی پلیس که فقط مبتنی بر احساس عمومی، وحشت و در مورد اختراعات خطرات موجود برای پوشاندن این قانون فراتر قانون "
در سال ۱۹۳۳، کلیه مجامع مذهبی باقیمانده مجبور به پرداخت مالیات و ممنوعیت فعالیتهای تجاری و آموزشی بودند. این ممنوعیت با شدت پلیس و خشونت گسترده اوباش اجباری شد.

## دوره ۱۹۳۳–۱۹۳۵ و قیام معدنچیان
کنفدراسیون راست خودمختار اسپانیا (CEDA) رای اکثریت در انتخابات ۱۹۳۳ توسط به دست آمد. در مقابل پیروزی انتخاباتی CEDA، رئیس‌جمهور نیکتو آلکالا زامورا از دعوت رهبر آنان، گیل روبلز، برای تشکیل دولت خودداری کرد. درعوض او آلخاندرو لروکس از حزب جمهوری خواه رادیکال را به این کار دعوت کرد. علیرغم کسب بیشترین آرا توسط CEDA، اما آنان برای مدت نزدیک به یک سال از کابینه کنارگذاشته شدند. پس از یک سال فشار شدید، سرانجام CEDA، بزرگترین حزب در کنگره، به سه وزارت خانه رسید. با این وجود ورود CEDA در دولت، اگرچه در یک دموکراسی پارلمانی طبیعی بود، اما چپ‌ها به خوبی قبول نکردند. سوسیالیست‌ها شورشی را به راه انداختند که برای آن ۹ ماه آماده بودند. اعتصاب عمومی توسط (UGT (Glucuronosyltransferase و حزب کارگران سوسیالیست اسپانیا به نام اتحاد کارگران انجام شد. مسئله این بود که جمهوری خواهان چپ جمهوری را نه با دموکراسی یا قانون اساسی بلکه با مجموعه خاصی از سیاست‌ها و سیاستمداران چپ می‌شناختند و هرگونه انحراف، حتی اگر دموکراتیک باشد، خیانت آمیز تلقی می‌شد.

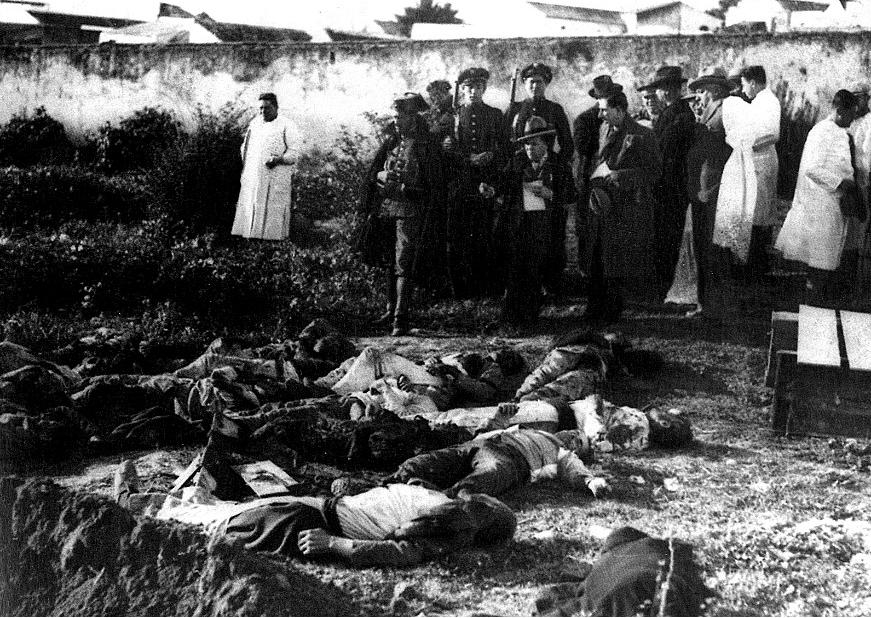
عکسی که اندکی پس از وقایع (ژانویه ۱۹۳۳) گرفته شده‌است. می‌توانید اجساد دهقانان را که هنوز دفن نشده‌اند، ببینید.

گنجاندن سه وزیر CEDA در دولتی که از ۱ اکتبر ۱۹۳۴ کار خود را آغاز کرد، به یک شورش در کل کشور منجر شد. در «ایالت کاتالونیا» شورش توسط رهبر ملی‌گرای کاتالان، لوئیس کمپانیز اعلام شد، اما فقط ده ساعت به طول انجامید. علیرغم تلاش برای اعتصابات عمومی در مادرید، اعتصابات دوام نیاوردند. این امر باعث شد تا اعتصاب کنندگان آستوریاس به تنها بمانند. معدنچیان در آستوریاس، اوبیدو مرکز ایالت را اشغال کردند و مقامات و روحانیون را به قتل رساندند. ۵۸ ساختمان مذهبی شامل کلیساها، صومعه‌ها و بخشی از دانشگاه در اوییدو سوزانده و تخریب شدند. معدنچیان اقدام به اشغال چندین شهر دیگر، به ویژه مرکز بزرگ صنعتی لا فلگوئرا کردند و مجامع شهرها یا «کمیته‌های انقلابی» را برای اداره شهرهای تحت کنترل خود راه اندازی کردند. طی ده روز سی هزار کارگر برای نبرد بسیج شدند. شورشیان در مناطق اشغالی رسماً انقلاب پرولتری را اعلام کردند و پول ملی را لغو کردند. شوراهای انقلابی تأسیس شده توسط معدنچیان سعی در برقراری نظم بر مناطق تحت کنترل خود داشتند و رهبری میانه‌رو سوسیالیست رامون گونزالس پنیا و بلارمینو توماس اقداماتی را برای جلوگیری از خشونت انجام دادند. با این حال، تعدادی از کشیش‌ها، بازرگانان و نگهبانان دستگیر شده و توسط انقلابیون در میرس و سما اعدام شدند. این شورش به مدت دو هفته ادامه داشت تا اینکه توسط ارتش، به رهبری ژنرال ادواردو لوپز اوچوآ، در هم شکسته شد. این عمل به لوپز اوچوآ لقب «قصاب آستوریاس» را بخشید. شورشی دیگر توسط دولت خودمختار کاتالونیا، به رهبری رئیس‌جمهور آن، لوئیس کمپانیز، نیز سرکوب شد و به دنبال آن دستگیری‌ها و محاکمه‌های گسترده صورت گرفت.
با این شورش علیه اقتدار مشروع سیاسی مستقر، سوسیالیست‌ها انکار یکسانی از سیستم نهادی نماینده را نشان دادند که آنارشیست‌ها اعمال کرده بودند. سالوادور دو ماداریاگا، مورخ اسپانیایی، هوادار آزانیا، و مخالف سرسخت تبعیدی فرانسیسکو فرانکو، نویسنده یک بازتاب انتقادی شدید علیه مشارکت چپ در شورش است: "قیام ۱۹۳۴ قابل بخشش نیست. استدلال اینکه آقای گیل روبلس سعی در از بین بردن قانون اساسی برای ایجاد فاشیسم داشت، بلافاصله ریاکارانه و دروغ بود. با شورش ۱۹۳۴، چپ اسپانیایی حتی سایه اقتدار اخلاقی را برای محکوم کردن شورش ۱۹۳۶ از دست داد "
تعلیق اصلاحات ارضی که توسط دولت قبلی انجام شده بود، و شکست قیام معدنچیان آستوریاس، منجر به چرخش رادیکال تری از سوی احزاب چپ شد، به ویژه در PSOE (حزب سوسیالیست)، جایی که ایندالسیو پریتو معتدل جایش را به فرانسیسکو لارگو کابالیرو که طرفدار انقلاب سوسیالیستی بود، داد. در همان زمان، دخالت حزب دولت میانه‌رو در رسوایی استراپرلو آن را به شدت تضعیف کرد و اختلافات سیاسی راست و چپ را بیش از پیش دو قطبی کرد. این اختلافات در انتخابات ۱۹۳۶ آشکار شد.

## انتخابات ۱۹۳۶
در ۷ ژانویه ۱۹۳۶ ، انتخابات جدید فراخوانده شد. علی‌رغم رقابت‌ها و اختلاف نظرهای قابل توجه، سوسیالیست‌ها، کمونیست‌ها و جمهوری خواهان چپ‌گرای مستقر در کاتالان و مادرید تصمیم گرفتند با هم تحت عنوان جبهه مردمی همکاری کنند. جبهه مردمی در انتخابات ۱۶ فوریه با ۲۶۳ نماینده در برابر ۱۵۶ نماینده راست‌گرا، که در ائتلاف جبهه ملی با CEDA و سلطنت طلبان گروه‌بندی شده بودند، پیروز شد. احزاب میانه‌رو متوسط عملاً ناپدید شدند.
مورخ آمریکایی استنلی جی پین فکر می‌کند که این روند، با نقض گسترده قوانین و قانون اساسی یک تقلب عمده در انتخابات بود. مطابق با دیدگاه پین، در سال ۲۰۱۷ دو دانشمند اسپانیایی، مانوئل آلوارز تاردیو و روبرتو ویلا گارسیا نتیجه یک تحقیق را منتشر کردند که در آن نتیجه گرفتند در انتخابات ۱۹۳۶ تقلب شده‌است. این دیدگاه توسط ادواردو کالجیا و فرانسیسکو پرز مورد انتقاد قرار گرفته‌است، آنها اتهامات بی نظمی در انتخابات را زیر سال می‌برند و معتقدند که جبهه مردمی حتی اگر همه اتهامات واقعیت داشته باشد، باز هم به یک اکثریت انتخاباتی ناچیز دست می‌یافت.
در سی و شش ساعت پس از انتخابات، شانزده نفر کشته شدند (بیشتر توسط مأموران پلیس که برای برقراری نظم یا مداخله در درگیری‌های خشونت‌آمیز اقدام می‌کردند) و سی و نه نفر به شدت زخمی شدند، در حالی که پنجاه کلیسا و هفتاد مرکز سیاسی محافظه کار مورد حمله قرار گرفتند یا به آتش کشیده شدند. راست‌ها در تمام سطوح کاملاً معتقد بودند که پیروز می‌شوند. تقریباً بلافاصله پس از مشخص شدن نتایج، گروهی از سلطنت طلبان از روبلز خواستند که کودتا کند اما او نپذیرفت. با این حال، او از نخست‌وزیر مانوئل پورتلا والادارس خواست تا قبل از حمله توده‌های انقلابی به خیابان‌ها، وضعیت جنگ را اعلام کند. فرانکو همچنین برای پیشنهاد اعلام حکومت نظامی و فراخوان از ارتش به والارداس نزدیک شد. این یک اقدام کودتایی نبود بلکه بیشتر یک «اقدام پلیس» شبیه آستوریاس بود، زیرا فرانکو معتقد بود که فضای پس از انتخابات می‌تواند خشونت‌آمیز باشد و در تلاش است که تهدید چپ را درک کند. والادارس قبل از تشکیل دولت جدیداستعفا داد، با این حال، جبهه مردمی، که اثری مؤثر در انتخابات به اثبات رسانده بود، به یک دولت جبهه مردمی تبدیل نشد. لارگو کابالیرو و سایر عناصر چپ سیاسی آماده همکاری با جمهوری خواهان نبودند، اگرچه آنها موافق حمایت از بسیاری از اصلاحات پیشنهادی بودند. مانوئل آزا دیاز برای تشکیل دولت قبل از پایان روند انتخابات فراخوانده شد و او با استفاده از یک خلاء قانون اساسی، خود را به جای زامورا را به عنوان رئیس‌جمهور جایگزین کرد: قانون اساسی به کورتس اجازه داد رئیس‌جمهور را پس از دو بار از سمت خود برکنار کند.
راست‌ها چنان واکنش نشان دادند که گویی کمونیست‌های رادیکال علی‌رغم ترکیب متوسط کابینه جدید کنترل را به دست گرفته‌اند، آنها از بیرون آمدن توده‌های انقلابی به خیابانها و آزادی زندانیان شوکه شدند. جناح راست گزینه پارلمان را کنار گذاشت و شروع به توطئه کرد که چگونه جمهوری را به بهترین شکل سرنگون کند، نه اینکه کنترل آن را به دست بگیرد.
فالانژ اسپانیایی با الهام از فاشیست، یک حزب ملی به رهبری خوزه آنتونیو پریمو ده ریورا، پسر دیکتاتور سابق، میگل پریمو دی ریورا، به. جود آوردند. اگرچه در انتخابات فقط ۰٫۷ درصد آرا را به دست آورد، اما تا ژوئیه ۱۹۳۶، فالانژ ۴۰ هزار عضو داشت.
این کشور به سرعت به هرج و مرج کشیده شد. حتی ایندالسیو پریتو سوسیالیست سرسخت در یک میتینگ حزب در کوئنکا، در ماه مه ۱۹۳۶، شکایت کرد: "ما هرگز شاهد چنین چشم‌انداز تلخ یا فروپاشی بزرگی در اسپانیا در این لحظه نبوده‌ایم.
در ژوئن ۱۹۳۶، میگوئل دو اونامونو، ناامید از گسترش وقایع، به خبرنگاری که بیانیه خود را در ال آدلانتو منتشر کرد، گفت که رئیس‌جمهور مانوئل آزانیا باید به عنوان یک عمل میهنی خودکشی کند.

## ترورهای رهبران سیاسی و آغاز جنگ
در ۱۲ ژوئیه ۱۹۳۶، ستوان خوزه کاستیلو، یکی از اعضای مهم سازمان ضد فاشیست نظامی توسط افراد مسلح فالانژیست مورد اصابت گلوله قرار گرفت.
در پاسخ، گروهی از گاردیا د آسالتو و سایر شبه نظامیان چپ به رهبری گارد مدنی فرناندو کوندس، پس از تأیید وزیر کشور برای دستگیری غیرقانونی لیستی از اعضای پارلمان، به منزل رهبر مخالفان جناح راست خوزه کالوو سوتلو ریختند و در ساعات اولیه ۱۳ ژوئیه در یک مأموریت انتقام جویی. سوتلو دستگیر شد و بعداً در یک کامیون پلیس به ضرب گلوله کشته شد. جسد وی را در ورودی یکی از گورستان‌های شهر رها کردند. طبق تمام تحقیقات بعدی، عامل قتل یک فرد مسلح سوسیالیست، لوئیس کوئنکا، بود که به عنوان محافظ ایندالسیو پریتو شناخته می‌شد. کالو سوتلو یکی از برجسته‌ترین سلطنت طلبان اسپانیایی بود که با توصیف اقدامات دولت بلشویستی و آنارشیستی، ارتش را به مداخله تشویق می‌کرد و اظهار داشت که اگر «سیاستمداری وجود نداشته باشد» سربازان اسپانیایی کشور را از کمونیسم نجات می‌دهند.
راست گرایان برجسته دولت را مقصر ترور کالوو سوتلو می‌دانند. آنها ادعا کردند که مقامات به درستی تحقیق نکردند و افرادی را که در این قتل دست داشتند در حین سانسور و تعطیل کردن مرکز احزاب راست‌گرا و دستگیری اعضای حزب جناح راست به «اتهامات ناچیز» ارتقا دادند. این رویداد غالباً عامل اصلی دو قطبی سیاسی به وجود آمده در نظر گرفته می‌شود، فالانژ و سایر افراد راست‌گرا، از جمله خوان دو لا سیروا و افسران ارشد ارتش قبلاً برای ایجاد کودتای نظامی علیه دولت توطئه کرده بودند.
هنگامی که ضد فاشیست کاستیلو و ضد سوسیالیست کالوو سوتلو در همان روز در همان قبرستان مادرید به خاک سپرده شدند، درگیری بین گارد حمله پلیس و شبه نظامیان فاشیست در خیابان‌های اطراف آغاز شد که منجر به چهار کشته دیگر شد.
کشته شدن کالوو سوتلو با درگیری پلیس سوظن‌ها و واکنش‌های شدید راستگران مخالفان دولت را برانگیخت. اگرچه ژنرال‌های ملی‌گرا از قبل قصد قیام را داشتند، اما این رویداد یک توجیه کننده و توجیه عمومی برای کودتا بود. استنلی پین ادعا می‌کند که قبل از این وقایع، ایده شورش افسران ارتش علیه دولت ضعیف شده بود. مولا تخمین زده بود که تنها ۱۲٪ از افسران به‌طور قابل اعتماد از کودتا حمایت می‌کنند و در یک زمان فکر می‌کردند که از کشور فرار می‌کند زیرا او قبلاً مصالحه کرده‌است. با این حال، آدم‌ربایی و قتل سوتلو «توطئه لنگان» را به شورشی تبدیل کرد که می‌تواند باعث جنگ داخلی شود. پین به وتو احتمالی سوسیالیست‌های درون دولت اشاره می‌کند که قاتلانی را که از صفوف خود بیرون کشیده‌اند، محافظت کرده‌اند. قتل یک رهبر پارلمان توسط پلیس ایالت بی‌سابقه بود و این اعتقاد که دولت از بی‌طرفی و مؤثر بودن در وظایف خود منصرف شده‌است، بخشهای مهم حق پیوستن به شورش را تشویق می‌کند. چند ساعت پس از اطلاع از قتل و واکنش، فرانکو، که تا آن زمان درگیر توطئه‌ها نبوده‌است، تصمیم خود را در مورد شورش تغییر داده و پیامی را به مولا فرستاد تا تعهد قاطع خود را نشان دهد.
سه روز بعد (۱۷ ژوئیه) کودتای کم و بیش همان‌طور که برنامه‌ریزی شده بود، با یک قیام ارتش در مراکش اسپانیا آغاز شد، و سپس به چندین منطقه از کشور گسترش یافت.
این شورش به طرز چشمگیری خالی از ایدئولوژی خاصی بود. هدف اصلی خاتمه بخشیدن به بی نظمی هرج و مرج بود. برنامه مولا برای رژیم جدید به عنوان «دیکتاتوری جمهوری»، با الگوبرداری از پرتغال سالازار و به عنوان یک رژیم استبدادی نیمه کثرت گرا و نه یک دیکتاتوری فاشیست توتالیتر، تصور شد. دولت اولیه یک «دایرکتوری» کاملاً نظامی است که «یک دولت قوی و منظم» ایجاد می‌کند. ژنرال سانجورجو به دلیل محبوبیت و احترام زیاد در ارتش، رئیس این رژیم جدید خواهد بود، اگرچه موقعیت وی به دلیل عدم استعداد سیاسی تا حد زیادی نمادین است. قانون اساسی ۱۹۳۱ به حالت تعلیق درآمده و جایگزین آن «پارلمان موسسان» جدید خواهد شد که توسط یک منتخب تازه تصفیه شده سیاسی انتخاب می‌شود، که در مورد مسئله جمهوری در برابر سلطنت رأی می‌دهد. برخی عناصر لیبرال مانند جدایی کلیسا از دولت و همچنین آزادی دین باقی خواهد ماند. مسایل ارضی توسط کمیساران منطقه ای بر اساس مالکیت‌های کوچک حل می‌شود اما در برخی شرایط کشت جمعی مجاز است. قوانین قبل از فوریه ۱۹۳۶ مورد احترام قرار می‌گیرد. برای از بین بردن مخالفت با کودتا خشونت لازم است، اگرچه به نظر می‌رسد مولا جنایات گسترده و سرکوب را تصور نکرده‌است

## جنگ داخلی
در ۱۷ ژوئیه ۱۹۳۶، ژنرال فرانکو ارتش اسپانیا در آفریقا را از مراکش برای حمله به سرزمین اصلی هدایت کرد، در حالی که یک نیروی دیگر از شمال به فرماندهی ژنرال امیلیو مولا از ناوارا به سمت جنوب حرکت کرد. واحدهای نظامی همچنین برای در اختیار گرفتن موسسات دولتی در جای دیگری بسیج شدند. طولی نکشید که ارتش حرفه ای آفریقا مناطق جنوبی و غربی را تحت کنترل شورشیان در اختیار داشت. به منظور تحکیم رژیم آینده فرانکو، در هر قطعه از سرزمین «ملی گرایان» تصرف شده خونین پاکسازی شد. اگرچه هر دو طرف کمک نظامی خارجی دریافت کردند، کمکهایی که ایتالیای فاشیست، آلمان نازی (به عنوان بخشی از درگیری آلمان در جنگ داخلی اسپانیا) و پرتغال همسایه به شورشیان کردند، بسیار بیشتر و موثرتر از کمکهایی بود که جمهوریخواهان از اتحاد جماهیر شوروی سوسیالیستی، مکزیک و داوطلبان تیپ‌های بین‌المللی. در حالی که قدرتهای فاشیست از صمیم قلب به مبارزات نظامی ژنرال فرانکو کمک می‌کردند، دولتهای فرانسه، انگلیس و دیگر قدرتهای اروپایی نگاه کردند و اجازه دادند نیروهای جمهوری خواه بمیرند، همان‌طور که اقدامات کمیته عدم مداخله نشان می‌دهد. انزوای بین‌المللی جمهوری اسپانیا که به نام بی‌طرفی تحمیل شد، در نهایت به نفع منافع قدرتهای محور آینده بود.
محاصره آلکازار در تولدو در اوایل جنگ، نقطه عطفی بود که شورشیان پس از محاصره طولانی پیروز شدند. جمهوری خواهان موفق شدند در مادرید، علی‌رغم حمله ملی گرایان در نوامبر ۱۹۳۶، و پس از آن حملات ناامید کننده علیه پایتخت در جاراما و گوادالاخارا را در سال ۱۹۳۷ ناامید کنند. به زودی، شورشیان شروع به فرسایش قلمرو خود کردند، مادرید را گرسنه کردند و به سرزمین‌های خود حمله کردند. مشرق شمال، از جمله کشور باسک، در اواخر سال ۱۹۳۷ سقوط کرد و اندکی پس از آن جبهه آراگون فرو ریخت. بمباران گرنیکا احتمالاً بدنام‌ترین رویداد جنگ بود و از نقاشی پیکاسو الهام گرفت. از آن به عنوان میدان آزمایش لژیون کاندور لوفت وافه آلمان استفاده شد. نبرد ابرو در ژوئیه - نوامبر ۱۹۳۸ آخرین تلاش ناامیدکننده جمهوری خواهان برای تغییر روند بود. وقتی این امر ناکام ماند و بارسلونا در اوایل سال ۱۹۳۹ به دست شورشیان افتاد، مشخص بود که جنگ به پایان رسیده‌است. جبهه‌های باقی مانده جمهوری خواه فرو ریخت و مادرید در مارس ۱۹۳۹ سقوط کرد.